# Light (navegador web)
Light (ligero en inglés), antes conocido como Firefox Light , es un navegador web libre y de código abierto basado en Firefox. Light está disponible para los sistemas operativos Windows, OS X y Linux. Se diferencia de Firefox al ser construido para el rendimiento, lo cual se logra mediante la eliminación de varios de los componentes de Firefox, incluyendo el reportador de crashes (cuando se cierra), safe browsing (modo seguro, sin complementos), corrector de sintaxis, herramientas de desarrollo, y soporte para varios tipos multimedia de video y audio.